# Hajo Mück

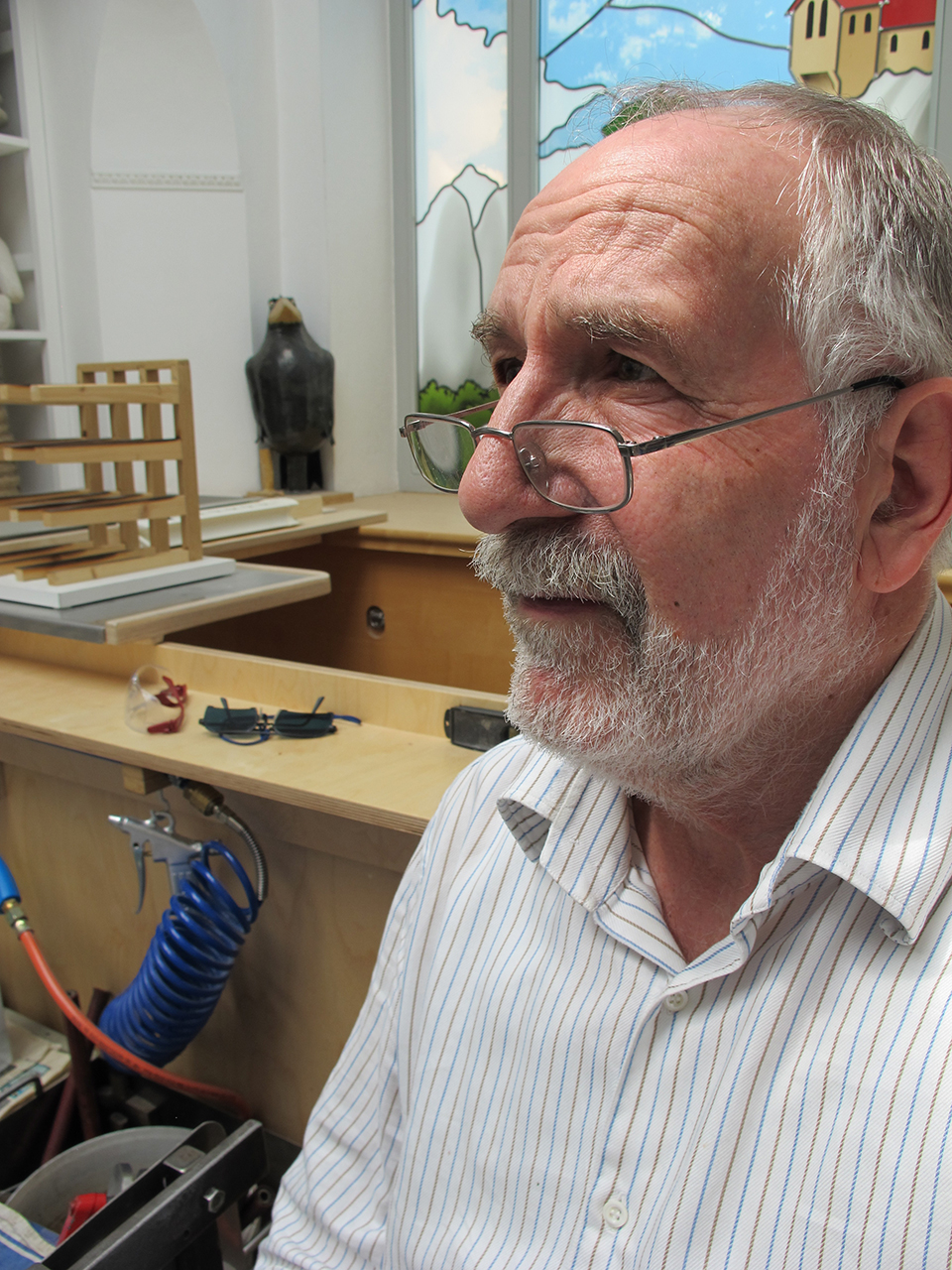
Hajo Mück in seinem Atelier, 2013

Hajo Mück (* 28. Mai 1947) ist ein deutscher Künstler. Er arbeitet vor allem mit Glas, aber auch mit Holz, Gips, Edelmetallen für Schmuck, Bronze etc.

## Ausbildung
Hajo Mück studierte an der Fachhochschule München Elektrotechnik, Studiengang Nachrichtentechnik. Er arbeitete bis 2004 als Patentingenieur.
Parallel zu seinen Ingenieuraufgaben beschäftigte er sich seit den frühen 1980er Jahren mit verschiedenen Handwerkstechniken und bildender Kunst. 1988 kam er mit dem Glasmacher-Ofen und Heißglas in Berührung und eignete sich bildhauerische Fertigkeiten sowie Schmiedetechniken, Vergolden, Schreinern, Nassformen von Leder und Reliefschnitzen an.
Seit 2004 widmet sich Hajo Mück hauptberuflich seiner künstlerischen Tätigkeit.

## Werk

### In Form geblasene Objekte
Zu Beginn seiner Arbeit mit Glas befasste sich Hajo Mück in den 1990er Jahren vorwiegend mit in mehrteilige Formen geblasenen Glasobjekten. 1992 wurde sein Turmhaus im New Glass Corning zu den 100 besten Glasobjekten des Jahres gewählt.
Im Jahr 1996 gestaltete er mit dem Teddy das erste Jahresobjekt der Eisch-Glasmanufaktur. Der Teddy wurde in 41 verschiedenen Ausführungsformen produziert. Dabei variierten nicht nur die Farben von Kristall bis Gold, sondern auch die Gestaltung von Millefiori über Filigran bis hin zu farbiger Bemalung.

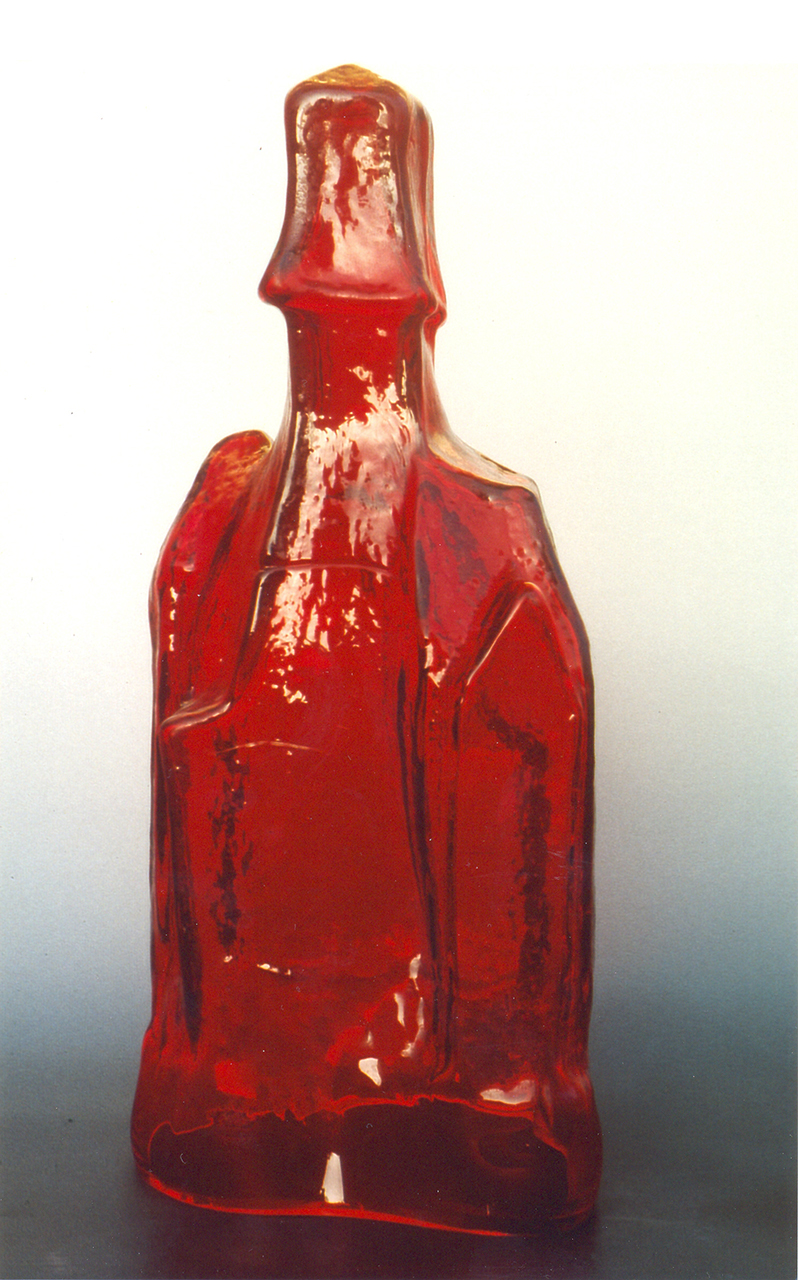
Rotes Turmhaus
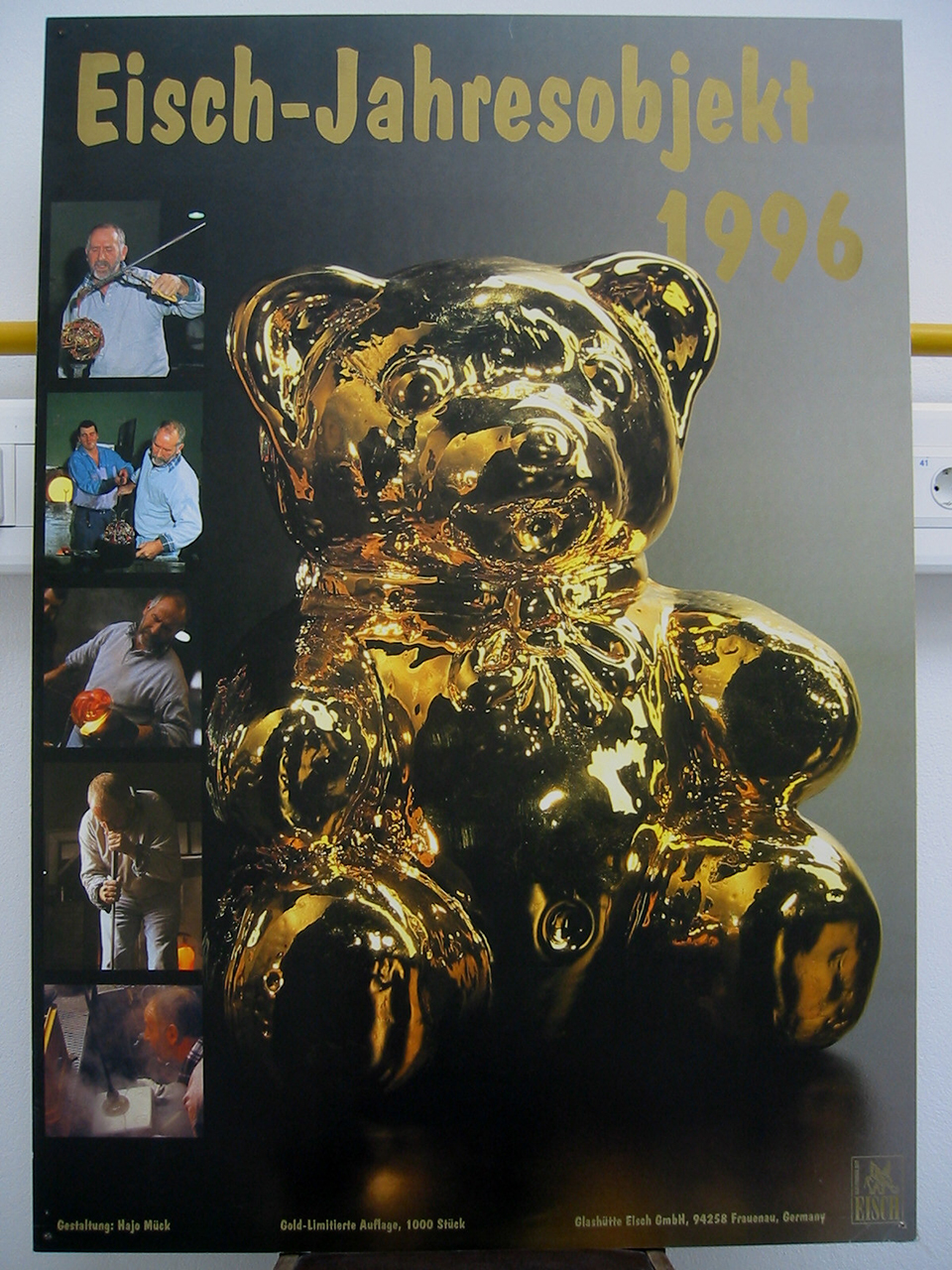
„Teddy“, Werbeposter der Eisch-Glashütte

### Kameographien

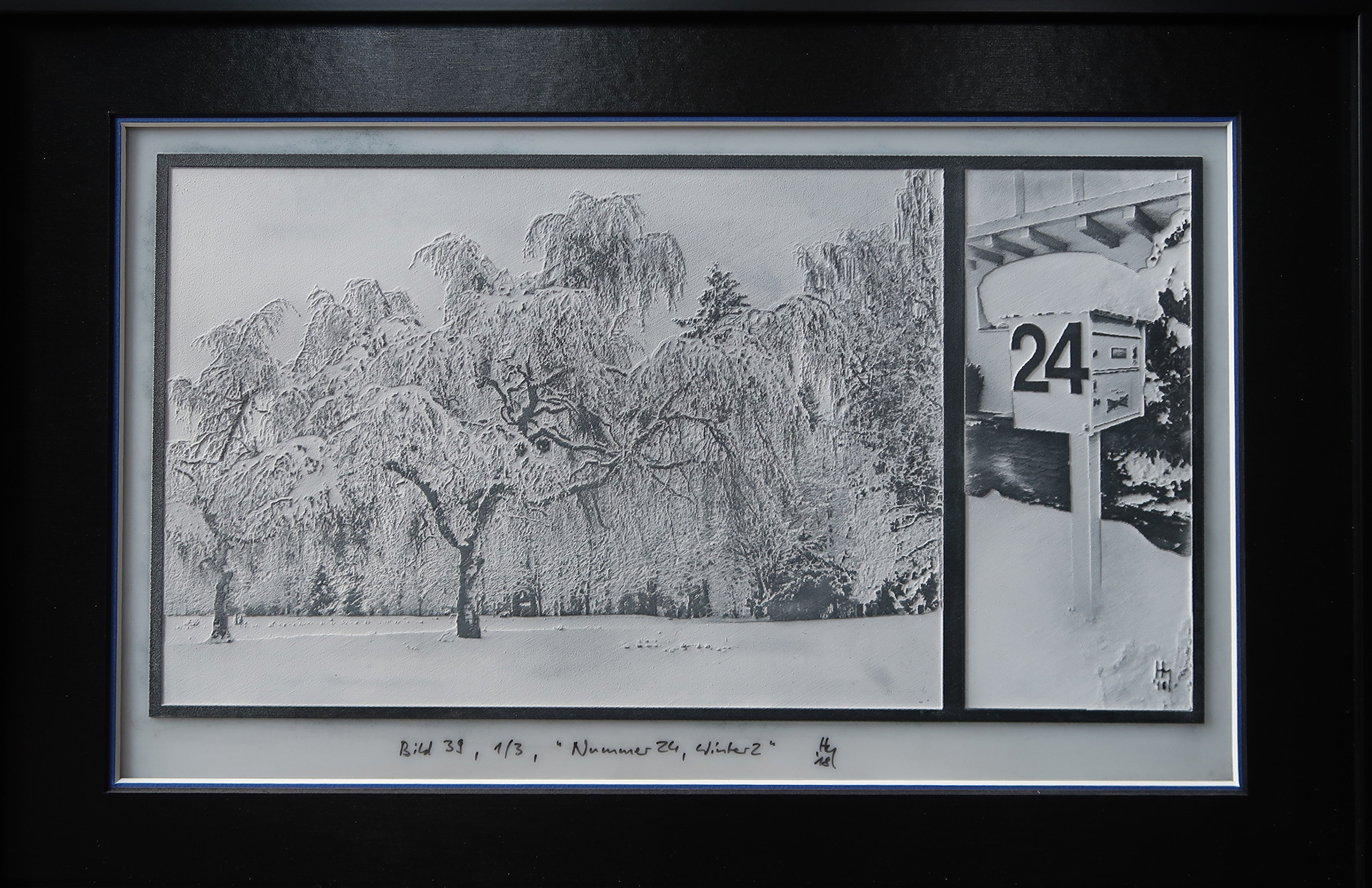
Kameographie; 2018

Die Entwicklung der Kameographien begann 2006. „Kameographien“ sind Objekte aus Glas, bei denen die Bildinformation in einem Relief vorliegt, das vollständig aus Glas besteht. Dabei wird das Bild durch in der Dicke variierende Farbglasschichten gebildet, die mit einer Basisglasschicht verschmolzen sind. Die Basisglasschicht ist in der Regel zu den Farbglasschichten kontrastierend, vorzugsweise weiß, ausgeführt. Das für die Herstellung der Kameographien von Mück neu entwickelte Verfahren ermöglicht die Umsetzung beliebiger Bildmotive, insbesondere auch die von Halbtonbildern und Fotos. Die mit diesem Verfahren hergestellten Glasbilder werden von ihm „Kameographien“ genannt, weil kameen-ähnliche Hochreliefs entstehen, und weil in der komplexesten Ausführungsform fotografische Bilder in Schwarzweiß oder bunt wiedergegeben werden können.

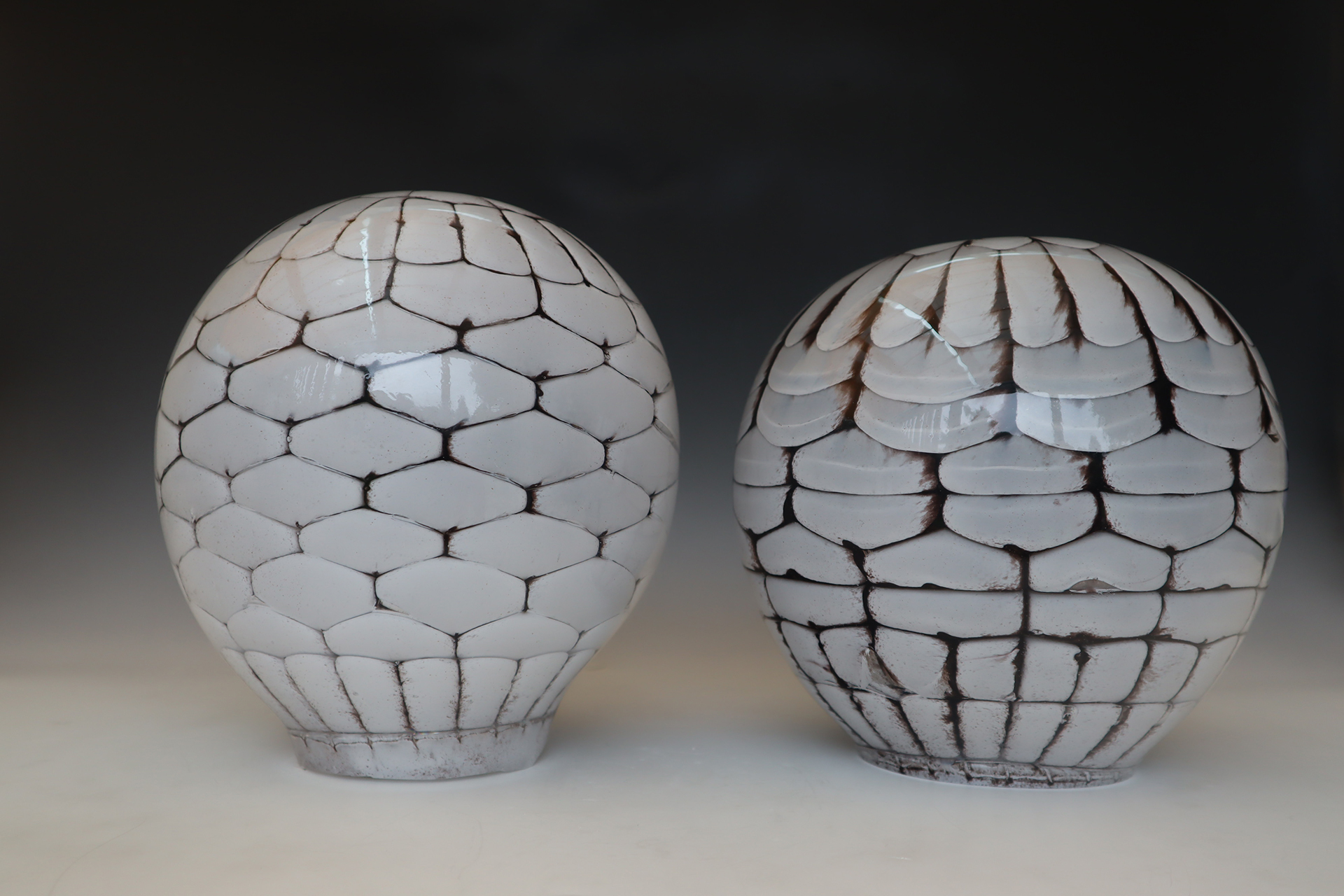
Lampen, Wabenobjekt; 2021

### Wabentechnik
Mück arbeitet auch nach der Wabentechnik, insbesondere mit der Einbindung und Unterordnung der Wabenstruktur in einem gegenständlichen Objekt, z. B. einer aus Glas gefertigten Biene, der systematischen Variation der Wabenstruktur, der Verwendung spezifischer Drahtgitter, die sich bei der Herstellung der Wabenobjekte auflösen und der Herstellung „umrahmter Waben“, bei denen die einzelnen Waben mit farblich kontrastierenden Umrandungen versehen werden.

### Lampen
Mück nutzt die neuen technischen Möglichkeiten der modernen LED-Leuchtmittel bei Lampen mit sehr hellen Leuchtmitteln in geschlossenen Lampenschirmen, ohne die Gefahr eines bedenklichen Wärmestaus. Das Licht dieser Lampen kann von tageslichtneutral bis farbig und bunt sehr einfach an individuelle Wünsche angepasst werden.
Die Lampen erhalten bei ihm ganz unterschiedlich geformte Holzsockel und sind vorzugsweise mit Wabenobjekten als Glaskörper ausgestattet.

### Mehrlochpfeifen
Die Pfeifen weisen statt einem drei Löcher auf. Jedes Loch kann über mechanische Ventile, einer Trompete ähnlich, angesteuert bzw. aktiviert werden. Die damit entstandenen Glasobjekte weisen somit drei Blasen auf. Mück zeigte, dass für die Nutzung der ursprünglichen Idee „Mehrlochpfeife“ weder eine Beschränkung auf drei Löcher noch Pfeifen mit Ventil-Ergänzung notwendig sind. Neu konstruierte Pfeifen mit fünf, sieben, acht und elf Löchern geben der neuen Technik weitere Perspektiven.

## Mitgliedschaften
Mück ist Mitglied in vier verschiedenen Künstlervereinen:
- „Sculptur Network“ (seit 2008) ist ein international tätiger Verein zur Pflege der dreidimensionalen Kunst.[8]
- „Glasheimat Bayern“ (seit 2015) ist ein Zusammenschluss professionell arbeitender Glaskünstler mit Geburtsort oder Wohnsitz in Bayern. Die Glasheimat Bayern tritt in der Öffentlichkeit als Zusammenschluss von Glaskünstlern auf, die sich gemeinsam im Ausstellungen präsentieren.[9]
- „Bayerischer Kunstgewerbeverein“ (BKV, seit 2015) ist eine Interessenvertretung des Kunsthandwerks.[10]
- „Glasspool Community“ (seit 2019) ist ein Verein zur Förderung der deutschen und europäischen Glaskultur.[11]

## Veröffentlichungen
- Mit Druckluft entspannen. In: Neues Glas (Ausgabe 1/2022), S. 56, ISSN 0723-2454
- Mit Druckluft entspannen. In: Glashaus, Februar 2022, S. 22f, ISSN 1435-8565
- Leuchtende Waben. In: Der Glasfreund, Nr. 79, Mai 2021, S. 44–46, ISSN 0944-8268
- Wabentechnik für Anfänger. In: Glashaus, November 2019, S. 20–25.
- Mehrlochpfeifen – ein Trend mit Potenzial? In: Der Glasfreund, August 2019, S. 16–22.

## Ausstellungen
Objekte des Künstlers wurden z. B. in der Stadt Munster ausgestellt.

## Museen
Kunstobjekte von Hajo Mück sind unter anderem im Glasmuseum Rheinbach, Sammlung Mülstroh (Eisch-Teddy) und im Glasmuseet Ebeltoft, Dänemark (vier in Form geblasene Objekte, großes weißes Haus, buntes Turmhaus, weiß/blauer Bienenkorb, großer Teddy, Dauerleihgaben) ausgestellt.